# コモン・センス

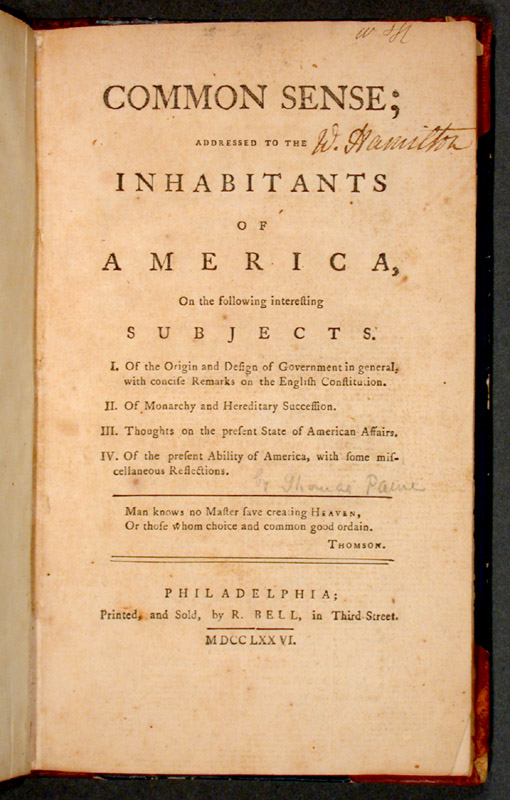
『コモン・センス』のカバー

『コモン・センス』（英: Common Sense）は、1776年1月よりトマス・ペインによって発行されたパンフレット。タイトル通り、人々の「常識」に訴える平易な英文でアメリカ合衆国の独立の必要性を説き、合衆国独立への世論を強めさせた。

## 歴史
1775年よりアメリカ独立戦争が勃発。合衆国独立を支持する勢力は必ずしも多数派ではなかったが、1776年1月10日より『コモン・センス』がフィラデルフィアで発行されると、3か月で12万部を売り上げたと推測され、合衆国独立にむけた世論が熟成されていった。

## 内容
イギリスの政治の君主制・貴族制（貴族院・庶民院の二院制議会に立脚）的な要素を批判した。とりわけ、イギリス王政の起源をノルマン・コンクエストに求め、人民の支持なき王の「神聖性」を否定しようとした。また、イギリス経済からの離脱が経済に悪影響を与えるとの懸念に対し、独立によって自由貿易を採用すれば、より合衆国経済は繁栄すると説いた。